# Championnat de Suisse de football 1990-1991
Le championnat de Suisse de football de Ligue nationale A 1990-1991 a vu la consécration du Grasshopper Zürich.

## Format
Le championnat se compose de deux tours. Le tour préliminaire se déroule en automne avec 12 équipes. Le tour final a lieu au printemps avec les huit meilleures équipes du tour préliminaire. Celles-ci conservent la moitié de leurs points acquis au tour préliminaire. Les quatre derniers du tour préliminaire sont répartis en deux groupes avec les six premiers de chaque groupe de Ligue nationale B et jouent un tour de promotion/relégation à l'issue duquel quatre équipes, soit les deux premiers de chaque groupe, sont promues en Ligue nationale A, les autres restant en Ligue nationale B.

## Classements

### Tour préliminaire
| Place | Club               | Pts | J  | V  | N  | D  | Buts + | Buts - | Diff. |
| 1er   | FC Sion            | 30  | 22 | 10 | 10 | 2  | 31     | 20     | +11   |
| 2e    | Grasshopper Zürich | 27  | 22 | 9  | 9  | 4  | 29     | 17     | +12   |
| 3e    | Neuchâtel Xamax    | 26  | 22 | 8  | 10 | 4  | 25     | 15     | +10   |
| 4e    | Lausanne-Sports    | 26  | 22 | 9  | 8  | 5  | 39     | 30     | +9    |
| 5e    | FC Lugano          | 25  | 22 | 8  | 9  | 5  | 27     | 22     | +5    |
| 6e    | Servette FC        | 24  | 22 | 9  | 6  | 7  | 30     | 27     | +3    |
| 7e    | BSC Young Boys     | 23  | 22 | 6  | 11 | 5  | 35     | 26     | +9    |
| 8e    | FC Lucerne         | 23  | 22 | 8  | 7  | 7  | 30     | 28     | +2    |
| 9e    | FC Saint-Gall      | 22  | 22 | 7  | 8  | 7  | 26     | 26     | 0     |
| 10e   | FC Aarau           | 15  | 22 | 3  | 9  | 10 | 19     | 30     | -11   |
| 11e   | FC Zurich          | 12  | 22 | 3  | 6  | 13 | 21     | 45     | -24   |
| 12e   | FC Wettingen       | 11  | 22 | 3  | 5  | 14 | 24     | 50     | -26   |

### Tour final
| Place | Club               | Pts | J  | V | N | D | Buts + | Buts - | Diff. | Bonus 1 |
| 1er   | Grasshopper Zürich | 33  | 14 | 7 | 5 | 2 | 27     | 15     | +12   | 14      |
| 2e    | FC Sion            | 29  | 14 | 3 | 8 | 3 | 14     | 15     | -1    | 15      |
| 3e    | Neuchâtel Xamax    | 29  | 14 | 5 | 6 | 3 | 16     | 13     | +3    | 13      |
| 4e    | Lausanne-Sports    | 29  | 14 | 5 | 6 | 3 | 15     | 13     | +2    | 13      |
| 5e    | FC Lugano          | 27  | 14 | 5 | 4 | 5 | 16     | 15     | +1    | 13      |
| 6e    | BSC Young Boys     | 24  | 14 | 3 | 6 | 5 | 21     | 26     | -5    | 12      |
| 7e    | Servette FC        | 23  | 14 | 1 | 9 | 4 | 16     | 24     | -8    | 12      |
| 8e    | FC Lucerne         | 22  | 14 | 3 | 4 | 7 | 16     | 20     | -4    | 12      |

1 moitié des points du tour préliminaire.

### Qualifications européennes
- Grasshopper Zürich : premier tour de la Coupe des clubs champions européens
- Neuchâtel Xamax : premier tour de la Coupe UEFA
- Lausanne-Sports : premier tour de la Coupe UEFA

- FC Sion : premier tour de la Coupe d'Europe des vainqueurs de coupes, en tant que vainqueur de la Coupe de Suisse

### Tour de promotion/relégation
- Voir championnat de Suisse D2 1990-1991

### Relégations et Promotions
- Le FC Saint-Gall, le FC Zurich, le FC Aarau et le FC Wettingen se maintiennent en Ligue nationale A.
- Aucun club n'est relégué en Ligue nationale B.
- Aucun club n'est promu en Ligue nationale A.

## Résultats complets
- Résultats sur RSSSF